# 6636 Kintanar
6636 Kintanar eller 1988 RK8 är en asteroid i huvudbältet som upptäcktes den 11 september 1988 av den bulgariska astronomen Vladimir Sjkodrov vid Rozhen-observatoriet. Den är uppkallad efter Roman Kintanar.
Asteroiden har en diameter på ungefär 3 kilometer.